# Imperial 2030
Imperial 2030 är ett brädspel skapat av Mac Gerdts från 2009. Det är uppföljaren till Imperial från 2006.
Precis som i originalspelet tar varje spelare rollen av en investerare som köper andelar i de sex olika länder som finns representerande på den världskarta som också utgör spelplanen. Imperial 2030 utspelar sig år 2030 och utgår från sex tänkbara stormakter vid denna tid - USA, Brasilien, EU, Indien, Kina och Ryssland. Investerarna turas om att köpa andelar i de olika länderna och den som vid varje tillfälle äger störst andel i landet kontrollerar dess handlingar. Detta medför att spelet är dynamiskt, strategiskt och komplext. Det finns ingen tur eller slump i spelet. Reglerna är i stort sett desamma som i Imperial, men vissa mindre justeringar har gjorts.
Imperial 2030 kan spelas kostnadsfritt online.